# SN 1967K
SN 1967K – supernowa odkryta 29 grudnia 1967 roku w galaktyce MCG +06-04-32. W momencie odkrycia miała maksymalną jasność 15,00m.